# Todo tiene un porqué (Uruguay)
Todo tiene un porqué es un programa de televisión uruguayo emitido por la cadena TV Ciudad y producido por la misma. El programa es conducido por el comunicador Gonzalo Cammarota.
Es la adaptación uruguaya del programa de origen argentino del mismo nombre, emitido por la Televisión Pública Argentina desde el 2017 al 2020.

## Historia
«Todo tiene un porqué» es un programa de género magazine, científico y educativo. Es emitido por TV Ciudad los lunes a viernes desde las 20:00 horas, desde el día lunes 23 de marzo del año 2020. El programa tiene el objetivo de entretener, motivando la curiosidad y el deseo de saber, así como ayudar a concientizar sobre temas de actualidad y cumplir una función social. Tiene varias secciones, como la versión original del programa.
Es conducido desde su estreno hasta la actualidad por el comunicador uruguayo Gonzalo Cammarota, y los panelistas son María José "Majo" Borges, Daro Kneubuhler y la participación especial de Bruno Conti. El equipo delante de cámaras no ha sufrido ningún cambio desde el estreno del programa.

## Equipo
- Conducción: Gonzalo Camarotta.
- Panelistas: María José "Majo" Borges, Daro Kneubuhler, Bruno Conti.